# Dhainakot
Dhainakot (nep. धैनकोट) – gaun wikas samiti w zachodniej części Nepalu w strefie Karnali w dystrykcie Mugu. Według nepalskiego spisu powszechnego z 2011 roku liczył on 427 gospodarstw domowych i 2398 mieszkańców (1191 kobiet i 1207 mężczyzn).